# Spore Galactic Adventures
Spore Galactic Adventures es una expansión para el videojuego Spore, desarrollado por Maxis y publicado por Electronic Arts.

## Sistema de juego
Spore Galactic Adventures es la continuación de Spore, la que consiste en completar misiones y crear misiones (el mismo jugador las crea). En Spore Galactic Adventures el jugador podrá crear y esculpir planetas, hacer caminos en las ciudades y teletransportarse al planeta, además de vestir a las criaturas con armas, armaduras, etc. Spore Galactic Adventures llegó al mercado el 23 de noviembre de 2009.
Resumen:
- Tiene un editor avanzado de planetas, con la que se podrá modificar el planeta con más opciones de personalización.
- Objetos nuevos para la exploración del universo (Jet-mochilas, cañones de plasma, lanza-abejas...)
- Objetos nuevos para vestir a las criaturas.
- Un nuevo modo de exploración que consta en teletransportarse desde la nave para explorar el planeta desde su superficie.
- Permitirá colocar caminos en las ciudades.
- Se pueden colocar edificios libremente en las aventuras
- No podremos usar vehículos, pero si podemos subirnos encima a partir del parche 1.5.
- 50 logros nuevos relacionados con la creación de aventuras (hacer 50 aventuras) y distintos tipos de proezas basadas en cantidad, explicadas más abajo.
- 455 objetos para las misiones (barriles explosivos, plataformas de salto, cofres, efectos, muebles y adornos)
- En el estadio espacial pondremos un nombre a nuestro capitán, luego iremos haciendo misiones para que suba niveles y de esta forma pueda equiparse con más artefactos. El juego incluye unas misiones básicas que te darán los demás imperios alienígenas. Estas misiones tiene que ver con el arquetipo que tenga el imperio al que pides la misión. (guerrero, ecologista, comerciante, bardo, chamán, científico, caballero, zelote y diplomático)
- Si desbloqueamos todos los artefactos de un arquetipo en concreto, desbloquearemos la super arma de ese arquetipo para nuestro imperio; de esta forma podremos tener más de una super arma por imperio.